# Söhne Hamburgs
Die Söhne Hamburgs sind eine Hamburger Musikformation, bestehend aus Joja Wendt, Stefan Gwildis und Rolf Claussen. Die Formation trat am 2. Januar 2011 erstmals in dieser Zusammenstellung in der Laeiszhalle Hamburg auf.
Die drei Künstler sind als Solisten erfolgreich und kennen sich aus der gemeinsamen Jugendzeit. Nach 40 Jahren trafen sie sich, um gemeinsam aufzutreten. Die Auftritte erfolgen in unregelmäßigen Abständen.
Joja Wendt als Pianist am Flügel und Piano spielt die Musikrichtungen Jazz, Klassik, Pop und Boogie. Stefan Gwildis am Schlagzeug singt neu arrangierte Soulklassiker auf Deutsch und eigene Songs. Rolf Claussen mit dem Bass ist für seinen improvisierten Klamauk bekannt. In ihrem Repertoire befinden sich zudem plattdeutsche Lieder wie An de Eck steiht’n Jung mit’n Tüdelband.
Zuerst nur in Hamburg und Umgebung aktiv, ging die Band 2017 erstmals auf Tournee. Im September 2017 traten sie beim 3satfestival auf.
Nach Auftritten wie bei der Kieler Woche 2018 folgte im gleichen Jahr sowie 2019 eine Weihnachtstour durch Norddeutschland. Weihnachtskonzerte gab die Gruppe 2016, 2017 und 2019 in der Barclaycard Arena in Hamburg.
Für 2021 und 2022 hat die Gruppe (vorbehaltlich der aktuellen Coronabestimmungen) mehrere Konzerte in Dreieich, Bad Pyrmont und Bonn geplant.

## Diskografie
- 2016: Moin, Moin, Moin[8]
- 2019: Wieder zu Haus[9]